# Abaristophora similicornis
Abaristophora similicornis är en tvåvingeart som beskrevs av Schmitz 1939. Abaristophora similicornis ingår i släktet Abaristophora och familjen puckelflugor. Inga underarter finns listade i Catalogue of Life.